# 梳叶蕨
梳叶蕨（学名：Grammitis okuboi）为禾叶蕨科禾叶蕨属下的一个种。

## 扩展阅读
- 維基物種上的相關：梳叶蕨